# Auto Rad Controlle

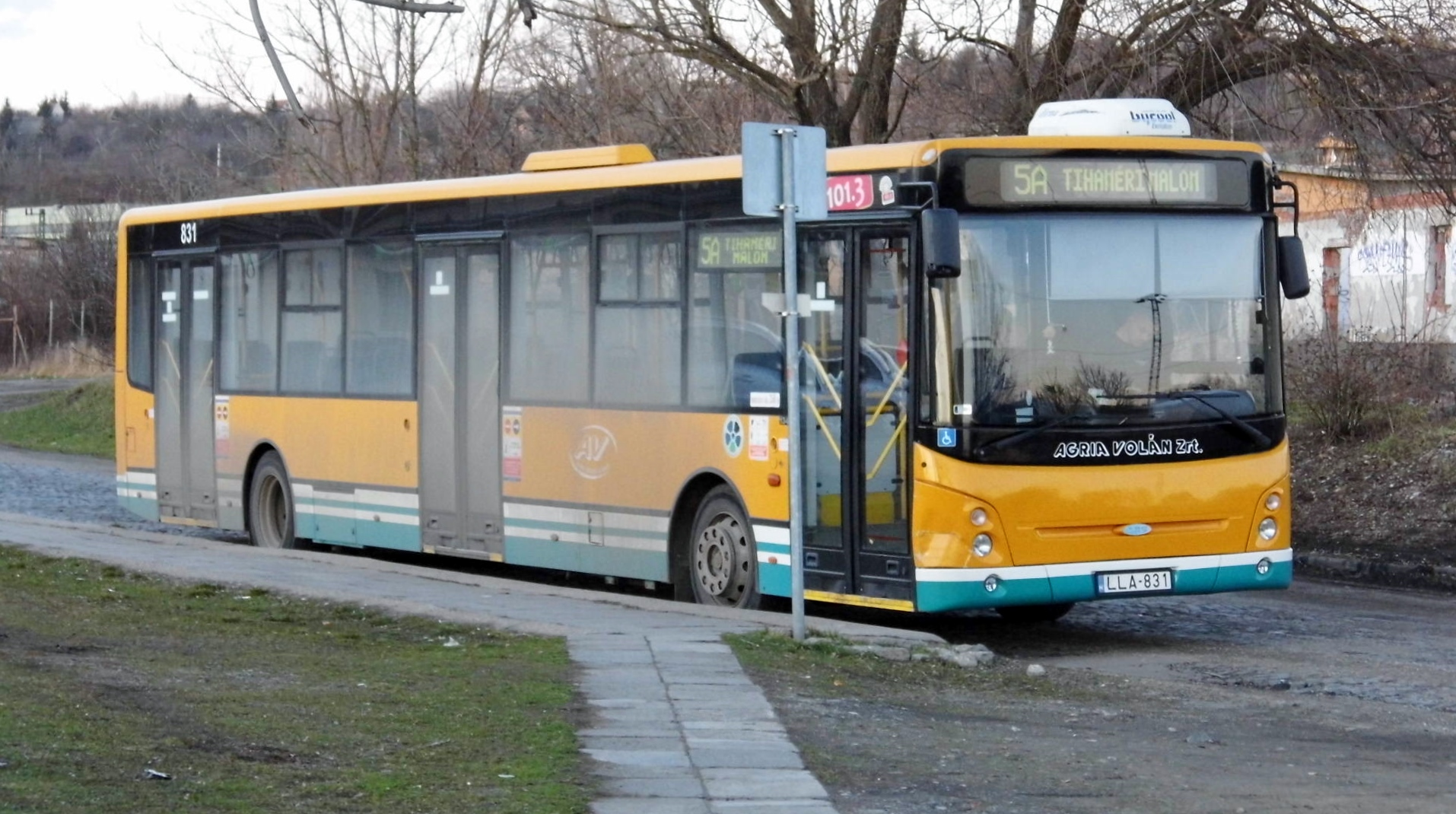
ARC 134.01

Auto Rad Controlle (ARC) – węgierski producent autobusów, mający swoją siedzibę w Szigethalom na Węgrzech.

## Historia
Firma została założona w 1989 roku. Początkowo zajmowała się remontem generalnym autobusów. Firma postanowiła podjąć działania rozwojowe. Zawiązała współpracę z zakładami naprawczymi pojazdów i karoserii przedsiębiorstwa komunikacji miejskiej i dalekobieżnej „Vasi Volán”. Pierwszy autobus firmy ARC został zaprojektowany przez Gyulę Kumora, pionierski egzemplarz w barwach „Vasi Volán” wyjechał na ulice miasta Szombathely, dnia 15 sierpnia 2006 roku. Był to przegubowy ARC 187.01. W pierwszej kolejności w Szigethalom postanowiono rozpocząć produkcję niskopodłogowego miejskiego przegubowca. Prototyp pierwszego autobusu o nazwie ARC 187 rozpoczęto budować wiosną 2005 roku, a prace ukończono na początku 2006 roku. Długość pojazdu wynosiła 18,75 m. Zarówno karoserię jak i zewnętrzne części pojazdu wykonano ze stali nierdzewnej i tworzyw sztucznych, materiałów odpornych na korozję. Autobus posiadał pięć par drzwi. W układzie napędowym zastosowano silnik MAN-a o mocy 310 KM i sześciostopniową automatyczną przekładnię ZF. W wyposażeniu zastosowano system hamulcowy Knorr z systemem ABS i ASR. ARC 187 mógł pomieścić 175 pasażerów. Został wyposażony w pneumatyczne zawieszenie osi. Obecnie firma ARC produkuje od 10 do 20 autobusów rocznie. Firma nabyła prawa do marki Ikarus i sprzedaje swoje produkty także pod tą nazwą.

## Modele
- ARC 127.E1
- ARC 134.01
- ARC 187.01
- ARC 187.02